# 羅葉
羅葉（1965年4月3日—2010年1月17日），本名羅元輔，台灣宜蘭縣人（出生於花蓮，然而身份證為宜蘭），作家，台灣大學社會學系畢業。

## 生平
羅葉，創作以詩與小說為主，詩的風格偏向冷絕，語言在平實中求變化，小說的風格則偏向嘲謔，作品蘊含本土關懷。代表詩作如〈自由之愛〉、〈風乾的魚〉、〈檳榔妹妹〉、〈我的國家〉等等。
羅葉在戒嚴時期，就讀大學期間，曾參與自由之愛運動並創辦《自由之愛》地下刊物，其創刊辭、同名詩作〈自由之愛〉揭示了羅葉對社會正義的堅持與追求。
羅葉曾任職於《新新聞》週刊、《自立晚報》、《亞洲週刊》，並曾任教於華岡藝校、永和社區大學、宜蘭社區大學、宜蘭縣 慈心華德福教育實驗國民中小學。羅葉曾獲聯合報、自由時報、中國時報、中央日報文學獎、教育部文藝創作獎、全國學生文學獎、台灣文學獎、第五屆林榮三文學獎等文學獎項。
羅葉患有遺傳性多囊腎，易併發腦血管瘤，1998年腦血管瘤破裂（即腦中風），在腦部手術後，回到故鄉宜蘭於冬山養病，同時因需使用類固醇作為治療，引發腎衰竭，必須長年洗腎。此時，羅葉亦到公辦民營的慈心華德福中小學與宜蘭社大任教，投入教育改革。在最晚期的作品中可見孩童對其創作的影響。
2010年1月16日，因不適緊急送醫，於1月17日上午，敗血症病逝，享年44歲。2011年，在地詩刊《歪仔歪詩刊第九期》，由其在校同事詩人一靈製作羅葉專輯。

## 作品
詩 
- 《蟬的發芽》書林 1994年
- 《對你的感覺》元尊文化 1998年
- 《病愛與救贖》木馬文化 2002年
- 《我願是妳的風景：羅葉詩選2013》典藏文創 2013年

小說 
- 《我的兄弟黃非紅》探索文化 1994年
- 《長官貴庚勝統獨》探索文化 1995年
- 《阿草的邊緣歲月》探索文化 1995年
- 《墜落天堂鼠》探索文化 1995年
- 《生命無地圖》遠流 1997年
- 《妄想症女孩》探索文化 2000年

散文 
- 《記憶的伏流》遠流 1997年
- 《從愚人節開始新生活》探索文化1998年
- 《樹怎樣成為自己》新新聞 2001年

#### 文內引註
1. ↑  《詩人遽逝 文壇追思羅葉》陳思嫻 自由時報 2010/4/5 （页面存档备份，存于）
2. ↑  《訪當代新詩作家羅葉》許黎云等人 永和社區大學 2002/4/12 （页面存档备份，存于）
3. ↑  陳, 芳明. . 危樓夜讀. 1994-05-31.
4. ↑  何, 維剛; 劉, 佳蓉 (编). . 2018  [2022-09-03]. （原始内容存档于2022-09-03）.
5. ↑  《想羅葉》吳介民 2010/01/19
6. ↑  吳, 介民. . 【儒家公民】論壇  Forum for Confucian Citizens. 2014-02-24  [2022-09-03]. （原始内容存档于2022-09-03） （中文（臺灣））.
7. ↑  許, 銘義. . 自由副刊. 自由時報. 2010-01-27  [2022-09-03]. （原始内容存档于2022-09-03）.
8. ↑  王, 健壯. . 藝文副刊-三少四壯集. 中時新聞網. 2010-01-19  [2022-09-03]. （原始内容存档于2022-09-03） （中文（臺灣））.
9. ↑  《筆述社會 致力辦學 詩人羅葉昨病逝》陳思嫻 自由時報 2010/01/19 （页面存档备份，存于）
10. ↑  師, 瓊瑜. . 中時部落格. 2010-01-18. （原始内容存档于2010-03-26）.
11. ↑  呂, 政達. . 中時部落格. 2010-02-05. （原始内容存档于2010-02-06）.
12. ↑   (PDF).   [2022-09-03]. （原始内容存档 (PDF)于2022-09-03）.
13. ↑  .  (PDF). 國立臺灣文學館. 2011: 167–168  [2022-09-03]. ISBN 9789860303360. （原始内容存档 (PDF)于2022-09-03）.
14. ↑  林, 耀堂. . 自由副刊 - 自由藝文網. 自由時報電子報. 2010-01-27  [2022-09-03]. （原始内容存档于2022-09-03） （中文（臺灣））.
15. ↑  《返鄉養病 不忘理想 拖病體做教育 詩人羅葉逝世》邱祖胤 中國時報 2010/01/19[永久]

#### 新聞
- 《送不出去的禮物──念念羅葉》師瓊瑜 中國時報 2010/01/28[永久]
- 《閉上眼睛，我看見你 ---致羅葉》師瓊瑜 自由時報 2010/05/11

#### 期刊
- 丁, 威仁; 蔡, 凱文. . 當代詩學. 2014-07-01, (9): 141,143,145-186.

## 外部連結
- 當代文學史料影像全文系統[永久]
- 宜蘭縣 慈心華德福教育實驗國民中小學
- .   [2022-09-03]. （原始内容存档于2022-09-03） （中文）.
- .   [2022-09-03]. （原始内容存档于2022-09-03） （中文）.